# Inferno Metal Festival
Inferno Metal Festival er en ekstremmetal-festival i Oslo. Festivalen blev startet i 2001.

## Bands der har spillet på Inferno Metal Festival
- Disiplin
- Aborym
- Holy Moses
- Mayhem
- Zyklon
- Immortal
- Dimmu Borgir
- Enslaved
- Behemoth
- Marduk
- Benediction
- Ihsahn
- Belphegor
- Destruction
- Dissection
- Dismember
- Gehenna
- Gorgoroth
- Grave
- Hatesphere
- Lamentari
- Morbid Angel
- Moonspell

## Ekstern henvisning
- www.infernofestival.net